# Arnstein (Bajorország)
Arnstein település Németországban, azon belül Bajorországban. Lakosainak száma 8272 fő (2023. december 31.). Arnstein Retzstadt, Thüngen, Karlstadt, Eußenheim, Hammelburg, Wasserlosen, Werneck, Hausen bei Würzburg, Rimpar és Gramschatzer Wald községekkel határos.

## Népesség
A település népessége az elmúlt években az alábbi módon változott:
| Lakosok száma | 1597 | 2474 | 6252 | 8124 | 8107 | 8126 | 8090 | 8125 | 8195 | 8272 |
|               | 1875 | 1950 | 1975 | 2011 | 2013 | 2014 | 2016 | 2019 | 2021 | 2023 |